# 1495
1495 (MCDXCV) je bilo navadno leto, ki se je po julijanskem koledarju začelo na četrtek.

## Dogodki
- 1. januar

## Rojstva
- 16. april - Peter Apian, nemški astronom, kartograf, matematik, izdelovalec inštrumentov († 1557)

Neznan datum
- Barbara Zapolja, poljska kraljica in litovska velika kneginja († 1515)
- Pargali Ibrahim Paša, veliki vezir († 1536)

## Smrti
- 7. december - Gabriel Biel, nemški sholastični filozof in teolog (* 1420)